# Sukajor
Sukajor – gaun wikas samiti w środkowej części Nepalu w strefie Dźanakpur w dystrykcie Ramechhap. Według nepalskiego spisu powszechnego z 2001 roku liczył on 727 gospodarstw domowych i 3963 mieszkańców (2093 kobiet i 1870 mężczyzn).